# Cercestis hepperi
Cercestis hepperi är en kallaväxtart som beskrevs av Jongkind. Cercestis hepperi ingår i släktet Cercestis och familjen kallaväxter. Inga underarter finns listade.